# Willems (achternaam)
Willems is een Nederlandstalige achternaam. Het is een patroniem, afgeleid van Willem. De naam komt vooral voor in Vlaanderen en het zuidoosten van Nederland.

## Aantallen naamdragers

### Nederland
In Nederland was het in 2007 de 39e meest voorkomende achternaam van Nederland, met 16.508 naamdragers. De grootste concentratie woonde toen in Sint Anthonis met 1,39% van de bevolking daar.

### België
In België komt de naam gemiddeld vaker voor dan in Nederland en is het de 6e meest voorkomende achternaam. In 2008 kwam de naam 18.489 keer voor. De grootste concentratie Belgische naamdragers woont in Glabbeek, met 1,72%.

## Bekende personen
- Adriaan Willems, Vlaams missionaris
- Alice Willems, Belgisch zangeres, bekend als Peggy
- Annick Willems, Belgisch politicus en burgemeester van Sint-Laurens
- Antoinette Willems, Nederlands beeldhouwster
- Arnold Willems, Vlaams acteur
- Bram Willems, Belgisch radiopresentator
- Charles Willems, Belgisch senator
- Daniel Willems, Belgisch wielrenner
- Dick Willems, Nederlands arts
- Eddy Willems, Belgisch politicus en burgemeester van Grimbergen
- Edmond Willems, Belgisch politicus en burgemeester van Wespelaar
- Ferdy Willems, Belgisch politicus
- Fieke Willems, Nederlands turnster
- Florent Willems, Belgisch kunstschilder
- François Willems, Belgisch atleet
- Frans Willems, Belgisch priester
- Frederik Willems, Belgisch wielrenner
- Geert Willems, Vlaams acteur en regisseur
- Ghisleen Willems, Belgisch politicus
- Gladys Willems, Belgisch boogschutter
- Henk Willems (politicus), Nederlands politicus
- Henri Willems, Belgisch bobsleeër
- Huub Willems, Nederlands rechter
- Jacques Willems, Belgisch hoogleraar en universiteitsrector
- Jan Willems, Belgisch politicus en burgemeester van Humbeek
- Jan Frans Willems, Vlaams schrijver
- Jean-Marc Willems, burgemeester van Asnières-sur-Saône (Frankrijk)
- Jennifer Willems, Nederlands actrice
- Jeroen Willems, Nederlands acteur en zanger
- Jetro Willems, Nederlands voetballer
- Joan Willems, Nederlands politicus
- Joop Willems, Nederlands kunstschilder
- Jos Willems (kunstenaar), Nederlands beeldhouwer
- Jos Willems (sportverslaggever), Belgisch sportverslaggever
- Julian Willems, Nederlands voetballer
- Karen Willems, Belgisch drumster
- Ko Willems, Nederlands wielrenner
- Lia Willems-Martina, Curaçaos politicus
- Lien Willems, Belgisch golfer
- Liva Willems, pseudoniem van Belgisch schrijfster en psychotherapeute GodeLiva Uleners
- Lode Willems, Belgisch diplomaat
- Louis Willems, Belgisch arts
- Luc Willems, Belgisch politicus
- Ludwig Willems, Belgisch wielrenner
- Maarten Willems, Nederlands (tekst)dichter
- Manoël Willems, Belgisch golfer
- Mark Willems, Vlaams acteur
- Maurice Willems, Belgisch voetballer
- Max Willems, Nederlands acteur
- Menno Willems, Nederlands voetballer
- Michael Willems, Canadees fotograaf
- Oscar Willems, Belgisch acteur
- Paul Willems, Belgisch schrijver
- Pieter Willems, Nederlands-Belgisch bestuurder, classicus en hoogleraar
- Pieter Jan Willems, Belgisch politicus en burgemeester van Hasselt
- Raymond Willems, Belgisch politicus
- Raynor Willems, Nederlands badmintonspeler
- Rein Willems, Nederlands politicus
- Roger Willems, burgemeester van Jussy (Moselle, Frankrijk)
- Ron Willems, Nederlands voetballer
- Senna Willems, Nederlands zangeres
- Steeven Willems, Frans voetballer
- Suzanne Willems, Nederlands beeldhouwster
- Syberich Willems, Deens-Noors politica
- Theo Willems, Nederlands handboogschutter
- Tony Willems, Belgisch acteur en regisseur
- Vic Willems, Nederlands singer-songwriter
- Victor Willems, Belgisch schermer
- Wil Willems, Nederlands atleet
- Wilbert Willems, Nederlands politicus
- Willem Willems (politicus), Belgisch politicus en burgemeester van Muizen
- Willem Willems (archeoloog), Nederlands archeoloog en hoogleraar
- Willy Willems, Belgisch wielrenner
- Wim Willems, Nederlands historicus en schrijver
- Wim Willems, Belgisch journalist en hoofdredacteur

## Fictief
- Marijke Willems, personage uit de Vlaamse televisieserie Spoed